# Juršinci
Juršinci (Georgendorf en allemand) est une commune du nord-est de la Slovénie.

## Géographie
Située dans la région de Basse-Styrie, la commune est née en 1995 à la suite d'une réorganisation territoriale de la commune voisine de Ptuj (Pettau en allemand). L'agriculture est principalement axée sur la fruiticulture et sur la viticulture.

### Villages
Les villages qui composent la commune sont Bodkovci, Dragovič, Gabrnik, Gradiščak, Grlinci, Hlaponci, Juršinci, Kukava, Mostje, Rotman, Sakušak, Senčak pri Juršincih et Zagorci.

## Démographie
Entre 1999 et 2021, la population de la commune de Juršinci est restée relativement stable et légèrement supérieure à 2 000 habitants,.
Évolution démographique
| 1999  | 2000  | 2001  | 2002  | 2003  | 2004  | 2005  | 2006  | 2007  |
| ----- | ----- | ----- | ----- | ----- | ----- | ----- | ----- | ----- |
| 2 342 | 2 330 | 2 341 | 2 345 | 2 337 | 2 329 | 2 323 | 2 337 | 2 343 |
| 2008  | 2009  | 2010  | 2011  | 2012  | 2013  | 2014  | 2015  | 2016  |
| 2 397 | 2 320 | 2 345 | 2 354 | 2 359 | 2 388 | 2 391 | 2 364 | 2 356 |
| 2017  | 2018  | 2019  | 2020  | 2021  |       |       |       |       |
| 2 375 | 2 375 | 2 362 | 2 380 | 2 421 |       |       |       |       |

## Personnages importants
- Johann Puch ou Janez Puh (1862-1914), ingénieur à l'époque de l'empire d'Autriche-Hongrie à l'origine de la marque autrichienne d'autos et de motos Puch;
- Anton Slodnjak (1899-1983), chercheur littéraire slovène.